# Алуштинская волость (Ялтинский уезд)
Алу́штинская во́лость — административно-территориальная единица в составе Ялтинского уезда Таврической губернии. Была создана 15 апреля 1838 года, именным указом Николая I от 23 марта (по старому стилю) того же года, о выделении (по настоянию князя Воронцова) Южного берега в самостоятельный уезд. Образована из части деревень Алуштинской и Аргинской волостей Симферопольского уезда.

## Состав и население на 1887 год
Первоначальный состав волости пока не установлен, после земской реформы Александра II 1860-х годов включала 11 деревень. По «Памятной книге Таврической губернии 1889 года», по результатам Х ревизии 1887 года, население составило 9732 человека.

## Состояние волости на 1892 год
Согласно «…Памятной книжке Таврической губернии на 1892 год», состав волости за 5 лет после предыдущего учёта не изменился, только в Алуште, по неизвестной причине, записано всего 704 жителя. Всего же население составило 10249 человек.

## Состояние волости на 1902 год
После земской реформы 1890-х годов, которая в Ялтинском уезде, в отличие от других, прошла после 1892 года, волость была разукрупнена: селения к северу от Алушту были выделены в отдельную, Кучук-Узеньскую волость. В Алуштинской осталось 6 населённых пунктов, в которых жили 6246 человек. Алушта, с населением 1085 человек, получила статус города. Остальные селения:
- Биюк-Ламбат — 889 жит.
- Демерджи — 1 342 жит.
- Корбек — 1 884 жит.
- Кучук-Ламбат — 375 жит.
- Шума — 673 жит.

## Волость в 1915 году
По Статистическому справочнику Таврической губернии. Ч.II-я. Статистический очерк, выпуск восьмой Ялтинский уезд, 1915 год, в Алуштинской волости Ялтинского уезда числилось 178 различных поселений (в основном имения и дачи) в которых проживало 7957 человек приписных жителей и 5846 — «посторонних». Из них в Алуште числилось 6072 жителя и 5 селений остались в статусе деревень.
- Биюк-Ламбат
- Демерджи
- Корбек
- Кучук-Ламбат
- Шума

Волость существовала до упразднения системы при Советской власти, по постановлению Крымревкома от 8 января 1921 года.